# Jakub Polaczyk
Jakub Piotr Polaczyk (ur. 8 marca 1983 w Krakowie) – polski kompozytor, pianista i pedagog.

## Życiorys
W 2010 ukończył studia w klasie kompozycji Marcela Chyrzyńskiego w Akademii Muzycznej w Krakowie, gdzie studiował też m.in. muzykę komputerową pod kierunkiem Marka Chołoniewskiego oraz instrumentację u Krzysztofa Pendereckiego. Ponadto w 2009 ukończył muzykologię na Uniwersytecie Jagiellońskim (praca magisterska pod kierunkiem Małgorzaty Woźnej-Stankiewicz). W latach 2010–2011 odbył także studia podyplomowe w Łodzi w zakresie muzyki komputerowej, audiowizualnej i filmowej. W 2010 otrzymał stypendium twórcze miasta Krakowa. W latach 2011–2013 uzyskał pełne stypendium w Carnegie Mellon University w Pittsburghu, dzięki któremu wyjechał do USA, gdzie doskonalił swoje umiejętności w klasie kompozycji Rezy Vali'ego, uzyskując tytuł Artist Diploma in Composition. Otrzymał również stypendium MKIDN w programie „Młoda Polska”.
Od 2015 roku uczy w nowojorskiej prywatnej szkole The New York Conservatory of Music, w latach 2020-2023 był dyrektorem International Chopin & Friends Festival (NYDAI) oraz założycielem konkursu kompozytorskiego „New Vision” działającego w Nowym Jorku w latach 2018-2023. Od 2021 roku prowadzi program "postbachowskie kawki" w Polskim Radiu AM 1030 w Chicago. Za swoją twórczość łączącą kultury i historię wielokrotnie nagradzany. W 2022 zwycięzca grantu z New Jersey Guild of Composers na napisanie nowego utworu.W 2024 wyróżniony przez New York Composers Circle.                   

## Wybrane Kompozycje
- Księga antyczna na głos i fortepian (2006)
- Oratio Fatima na chór mieszany (2008)
- Fanfares Procession na orkiestrę symfoniczną (2009)
- Symfonia A.D. 2010 na orkiestrę (2010)
- BAden - baDen - badEn na zespół (2011)
- Chroset No.3: "Pok-a-tok" na flet, perkusję, kontrabas, harfę i video (2012)
- Around the Blue-S na orkiestrę kameralną (2013)
- Missa "Apuncta" na sopran, chór, skrzypce, 2 gitary i organy (2015)
- Union Square at Dusk na kwartet perkusyjny (2017)
- Ojibbeway na flet, akordeon i fortepian (2019)
- Ginkyo-ya: Pendula (in memoriam K.Penderecki) na kwartet smyczkowy (2020)
- Chroset No.7: Un memorial dans le vent du temps. Hommage á O. Messiaen na klarnet, skrzypce, wiolonczelę i fortepian (2022)
- Callin' Saigdi na erhu i koto (2023)
- Księga rdzenno-amerykańska na chór mieszany (2024)

## Nagrody i odznaczenia
- I nagroda w kategorii „utwór na puzon” w konkursie Konkursie Kompozytorskim im. Tadeusza Ochlewskiego w Krakowie (2007)[9]
- I nagroda w konkursie na utwór muzyczny w ramach Dni Jana Pawła II w Krakowie (2008)[10]
- I nagroda w konkursie Iron Composer(inne języki) w Cleveland (2013)[11]
- I nagroda (ex aequo: z Kamilem Koseckim) 54. Konkurs Młodych Kompozytorow im. Tadeusza Bairda ZKP w Warszawie (2012)[12]
- II nagroda w konkursie GENERACE w Ostrawie (2012)[13]
- wyróżnienia na American Prize in Composition (2017/2018)[14][15]
- I nagroda - Konkurs im. S. Moniuszki w Gdańsku (2018)[16]
- I nagroda - American Prize in Composition (2020)[17]
- Srebrny medal w kategoriach: kompozytor i nowa płyta - Global Music Awards (2023)[18]
- "Conversations with Jakub Polaczyk by Dennis Woytek" (2023) - brązowa statuetka na 44. Telly Awards w Nowym Jorku[19]
- Brązowy Medal „Zasłużony Kulturze Gloria Artis” (2023)[20]
- Złoty Krzyż Zasługi (2024)[21]
- Odznaka honorowa "Za zasługi dla Starego Sącza" (2024)[22]
- II nagroda (Runner-up) w konkursie John Easton Memorial Competition New York Composers Circle (2024)[23]